# مرغ مگس خال‌زیتونی
مرغ مگس خال‌زیتونی (نام علمی: Talaphorus chlorocercus) یک گونه از مرغ‌های مگس‌ خانواده مگس‌مرغان است. این تنها گونه‌ای است که در سردهٔ Talaphorus قرار دارد. در غرب برزیل، اکوادور، پرو و جنوب شرق کلمبیا یافت می‌شود.
زیستگاه طبیعی آن بوته‌زارهای مرطوب نیمه‌گرمسیری یا گرمسیری است.